# Mircea Petescu
Mircea Viorel Petescu (Pecica, 15 ottobre 1943 – Vosselaar, 16 dicembre 2018) è stato un allenatore di calcio e calciatore rumeno, di ruolo difensore.

## Palmarès

### Giocatore

#### Club
- Coppa di Romania: 2

Steaua Bucarest: 1965–1966, 1966–1967
- Campionato rumeno: 2

UTA Arad: 1968–1969, 1969–1970